# Карлотта Камбі
Карлотта Камбі (Carlotta Cambi; 28 травня 1996) — італійська волейболістка, пасуюча. Олімпійська чемпіонка, переможниця Ліги націй і Ліги чемпіонів ЄКВ.

## Клуби
| Роки      | Клуби                       |
| --------- | --------------------------- |
| 2014—2015 | «П'ячентіна» (П'яченца)     |
| 2015—2016 | «Помі» (Казальмаджоре)      |
| 2016—2017 | «Ігор Горгондзола» (Новара) |
| 2017—2018 | «Пезаро»                    |
| 2018—2019 | «Дзанетті» (Бергамо)        |
| 2019—2020 | «Сан-Бернардо» (Кунео)      |
| 2020—2023 | «Іль Бізонте Фіренце»       |
| 2022—2023 | «Ігор Горгондзола» (Новара) |
| 2023—     | «Пінероло»                  |

## Досягнення
Олімпійські ігри
- Перше місце (1): 2024

Чемпіонат світу
- Друге місце (1): 2018

Ліга націй
- Перше місце (1): 2024

Ліга чемпіонів ЄКВ
- Перше місце (1): 2016

Чемпіонат Італії
- Перше місце (1): 2017

## Статистика
Статистика виступів на літніх Олімпійських іграх:
| Рік  | Турнір           | Ігри | Сети | Очки | Ср. | Місце | Примітки |
| ---- | ---------------- | ---- | ---- | ---- | --- | ----- | -------- |
| 2024 | Олімпійські ігри | 6    | 14   | 0    | 0   | 1     |          |